# Међународни атлетски митинг Мухамед VI
Међународни атлетски митинг Мухамед VI је годишњи атлетски митинг који се од 2008. одржава у Рабату (Мароко) на стадиону Принц Мулај Абдела (Prince Moulay Abdellah Stadium). Најпре је био у категоријама ИААФ Гран прија и ИААФ Светског челенџа, а од 2016. је један од 14. митинга Дијамантске лиге, најјаче категорије атлетских митинга, заменивши у календару, Адидас гран при у Њујорку.

## Рекорди митинга

### Мушкарци
| Дисциплина       | Рекорд             | Атлетичар                 | Земља                  | Датум         | Реф.                     |
| ---------------- | ------------------ | ------------------------- | ---------------------- | ------------- | ------------------------ |
| 100 м            | 10,12 (+0,8 м/с)   | Џастин Гатлин             | Сједињене Државе       | 27. мај 2012. | [ 2 ]                    |
| 200 м            | 20,16 (-0,5 м/с)   | Феми Огуноде              | Катар                  | 8. јун 2014.  | [ 3 ]                    |
| 400 м            | 44,66              | Лашон Мерит               | Сједињене Државе       | 22. мај 2016. | [ 4 ]                    |
| 800 м            | 1:43,58            | Мохамед Аман              | Етиопија               | 27. мај 2012. | [ 5 ]                    |
| 1.000 м          | 2:15,31            | Амин Лалу                 | Мароко                 | 5. јун 2011.  | [ 6 ]                    |
| 1.500 m          | 3:32,37            | Абдалати Игуидер          | Мароко                 | 14. јун 2008. |                          |
| 3.000 m          | 7:36,85            | Абдалати Игуидер          | Мароко                 | 22. мај 2016. | [ 7 ]                    |
| 5.000 m          | 12:59.28           | Vincent Kiprop Chepkok    | Кенија                 | 27. мај 2012. | [ 8 ]                    |
| 110 м препоне    | 13,12 (+1,4 m/s)   | Дејвид Оливер.            | Сједињене Државе       | 22. мај 2016. | [ 9 ]                    |
| 400 м препоне    | 48,93              | Феликс Санчез             | Доминиканска Република | 27. мај 2012. | [ 10 ]                   |
| 3.000 м препреке | 8:02.77            | Консеслус Кипруто         | Кенија                 | 22. 5. 2016.  | [ 11 ]                   |
| Скок увис        | 2,39 m             | Богдан Бодаренко          | Украјина               | 8. јун 2014.  | [ 12 ]                   |
| Скок удаљ        | 8,38 m (+0,6 м/с)  | Јахја Бераба              | Мароко                 | 23. мај 2009. |                          |
| Скок удаљ        | 8.38 м (+0,8 м/с)  | Рушвал Самај              | Јужна Африка           | 22. мај 2016. | [ 13 ]                   |
| Троскок          | 16,62 м (+0,4 м/с) | Нелсон Евора              | Португалија            | 8. јун 2014.  | 6OLDzu5TmNc на веб-сајту |
| Бацање диска     | 67,45 м            | Пјотр Малаховски          | Пољска                 | 22. мај 2016. | [ 15 ]                   |
| Бацање кладива   | 79,90 м            | Павел Фајдек              | Пољска                 | 14. јун 2015. | [ 16 ]                   |
| Бацање копља     | 85,44 м            | Ихаб Абделрахман Ел Сајед | Египат                 | 14- јун 2015. | [ 17 ]                   |

### Жене
| Дисциплина       | Рекорд             | Атлетичарка        | Земља            | Датум         | Реф.   |
| ---------------- | ------------------ | ------------------ | ---------------- | ------------- | ------ |
| 100 м            | 11,02 (-1,3 м/с)   | Елејн Томпсон      | Јамајка          | 22. мај 2016. | [ 18 ] |
| 200 м            | 22,70 (-1,0 м/с)   | Симон Фејси        | Јамајка          | 8. 6. 2014.   | [ 19 ] |
| 400 м            | 44,66              | Алисон Филикс      | Сједињене Државе | 22. мај 2016. | [ 20 ] |
| 800 м            | 1:56,64            | Кастер Семења      | Јужна Африка     | 22. мај 2016. | [ 21 ] |
| 1.500 м          | 3:59,53            | Давит Сејаум       | Етиопија         | 8. јун 2014.  | [ 22 ] |
| 3.000 м          | 8:22,22            | Алмаз Ајана        | Етиопија         | 14. јун 2015. | [ 23 ] |
| 5.000 м          | 14:16,31           | Алмаз Ајана        | Етиопија         | 22. мај 2016. | [ 24 ] |
| 110 м препоне    | 12,74 (-0,6 м/с)   | Лоло Џоунс         | Сједињене Државе | 8. јун 2014.  | [ 22 ] |
| 400 м препоне    | 53,68              | Вања Стамболова    | Бугарска         | 5. јун 2011.  | [ 6 ]  |
| 3.000 м препреке | 9:16.14            | Хивот Ајалев       | Етиопија         | 27. мај 2012. | [ 25 ] |
| Скок увис        | 1,97 м             | Бланка Влашић      | Хрватска         | 5. јун 2011.  | [ 6 ]  |
| Скок мотком      | 4,75 м             | Катерина Стефаниди | Грчка            | 22. мај 2016. | [ 26 ] |
| Скок удаљ        | 6,93 м (+0,2 м/с)  | Тијана Бартолета   | Сједињене Државе | 8. јун 2014.  | [ 19 ] |
| Троскок          | 14,75 m (+1.1 m/s) | Олга Саладуха      | Украјина         | 27. мај 2012. | [ 27 ] |
| Бацање кугле     | 19,69 м            | Валери Адамс       | Нови Зеланд      | 8. јун 2014.  | [ 19 ] |
| Бацање диска     | 61,37 м            | Зинаида Сендриуте  | Литванија        | 14. јун 2015. | [ 28 ] |
| Бацање кладива   | 73,30 м            | Катрин Клас        | Немачка          | 8. јун 2014.  | [ 29 ] |
| Бацање копља     | 64,76 м            | Мадара Паламенка   | Летонија         | 22. мај 2016. | [ 30 ] |